# District de Sōraku

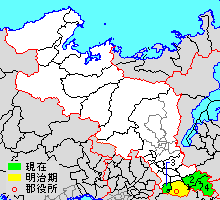
District de Sōraku, préfecture de Kyoto.

Le district de Sōraku (相楽郡, Sōraku-gun) est un district de la préfecture de Kyoto, au Japon.

## Géographie

### Démographie
Au 1er décembre 2014, la population du district de Sōraku s'élevait à 46 299 habitants répartis sur une superficie de 178,31 km2,,,.

### Municipalités du district
- Kasagi
- Minamiyamashiro
- Seika
- Wazuka